# Arlindo de Carvalho (músico)
Arlindo Duarte de Carvalho (Soalheira, Fundão, 27 de abril de 1930 — Amadora, 26 de novembro de 2016) foi um autor e compositor português.

## Biografia
Natural da Soalheira, no Fundão, era tio do prestigiado advogado Daniel Proença de Carvalho. Foi professor na sua terra natal, no Porto, em Lisboa e ainda na Alemanha e França, onde esteve exilado voluntariamente, e foi Leitor de Português a partir de 1965 no Liceu Henrique IV de Poitiers.
Teve como primeiro professor um acordeonista de Castelo Branco que lhe deu as primeiras noções de solfejo. Muito mais tarde, quando foi para Lisboa como professor, frequentou a Academia de Amadores de Música, de Lisboa.
Maria Amélia Marques foi a primeira intérprete profissional a cantar uma  canção da sua autoria: "Ó Morena" ainda no início dos anos 1950. Em poucos anos várias das suas músicas foram gravadas por artistas diversos. Até 1961, Gina Maria já tinha gravado as canções "Chapéu preto", "Mulher da Beira", "Salta o muro do quintal", "Já namoro o meu Zé", "Portas do Sol", "Vira de Sesimbra" e "Verde Gaio gaio". “Oh! Morena" e  "Fandango do Cartaxo" foram cantadas por Luís Piçarra. "O meu adufe", “Fandango da Beira", "Canção da azeitona" foram dadas a conhecer pela voz de Maria de Lurdes Resende. "Arraiano da Beira" e "Canção do pastor"  foram criações de Guilherme Kjolner e Ana Maria cantou "Arre burrinho", "Aninhas da Beira" e "Melopeia do arado".
Sai de Portugal em Janeiro de 1965, na carrinha da Amália, que ía cantar a Bruxelas. Estreou-se como cantor profissional em Paris em 1966. Participou em programas de rádio e televisão em Paris, Hamburgo, Berlim, Munique e foi convidado por Olof Palme na campanha eleitoral do Partido Social Democrata da Suécia em 1976 e 1979.
O compositor foi autor de canções ligeiras, de raiz folclórica, de intervenção e fados de Coimbra, nomeadamente Bate o fado trigueirinha, com letra de António Vilar da Costa, Hortelã mourisca, com letra de José Vicente, ou Raminho de Loureiro, com letra de Correia Tavares ou Fadinho Serrano e Tão longe daqui, estes dois títulos com letra de Hernâni Correia.
Em 2011 foi agraciado com a Medalha de Honra da SPA – Sociedade Portuguesa de Autores.
Morreu aos 86 anos, no dia 26 de novembro de 2016, no Hospital Prof. Doutor Fernando Fonseca (Amadora–Sintra), na região da Grande Lisboa, vítima de doença súbita, tendo sido sepultado na sua terra natal.
As suas composições foram interpretadas por nomes como Cândida Branca Flor, Luís Piçarra, Gina Maria, Amália Rodrigues, Tristão da Silva, António Mourão, Maria de Fátima Bravo, Madalena Iglésias, Maria de Lourdes Resende, Lenita Gentil, Rão Kyao, Júlio Pereira, Tonicha, Guilherme Kjölner, Armando Guerreiro, Carlos Guilherme, Bjorn Ehrling, Richard Winsborough ou Maria do Ceo.

## Músicas emblemáticas
- "As moças da Soalheira"
- "Castelo Branco"
- "Chapéu Preto"
- "Comboio da Beira Baixa"
- "Fadinho Serrano"
- "Hortelã Mourisca"

## Discografia
Entre a sua discografia encontram-se: 
- Um Arlindo de 50 Anos de Canções] (Ovação)
- Canções à Beira Terra] (Ovação)
- Coimbra dentro da alma (Ovação)
- Meu Canto, Minhas Raízes] (Ovação) [8]
- Cais da Memória
- Saudades de Mim (Discossete)
- Canções para a Liberdade (Metro-Som)
- Cantigas Que Eu Fiz (Orfeu)